# Constantin Krauß
Constantin Krauß (geboren am 14. Mai 1864 in Eisfeld; gestorben am 16. Mai 1928) war ein deutscher Chemiker und Industrieller. Er war gemeinsam mit Ferdinand Eduard Polzeniusz beteiligt an der optimierten Fertigung von Calciumcyanamid (Kalkstickstoff) aus Calciumcarbid, die nach ihnen als Polzenius(z)-Krauss-Prozess bezeichnet wird. Von 1910 bis zu seinem Tod war er Werksleiter des heutigen Chemieparks Knapsack.

## Leben
Constantin Krauß wuchs in Eisfeld auf und studierte nach seinem Gymnasialabschluss in Erlangen, Greifswald, Königsberg, Berlin und Jena Chemie. Während seines Studiums wurde er 1884 Mitglied der Burschenschaft Rugia Greifswald. Seine Promotion erfolgte in Erlangen.
1893 wurde er Mitarbeiter der Farbwerke vorm. Meister Lucius & Brüning AG in Höchst, wo er als Leiter der Betriebe für die Produktion von Schwefelsäure zuständig war. Anschließend ging er als Fabrikleiter der chemischen Fertigung bei den Consolidierten Alkaliwerken in Westeregeln und der spätere Versuchsfabrik für Kalkstickstoff. Hier optimierte er das Polzenius(z)-Verfahren zum Polzenius(z)-Krauss-Verfahren für die Produktion des Calciumcyanamid (Kalkstickstoff). Im Oktober 1910, nach der Schließung der Versuchsfabrik, kam er an den Standort Knapsack, an dessen Aufbau auch die Consolidierten Alkaliwerke beteiligt waren, und wurde Werksleiter des bestehenden Werks zur Herstellung von Calciumcarbid und Calciumcyanamid.
Während seiner Zeit in Knapsack wurde die Produktion für Kalkstickstoff auf ein kontinuierliches Verfahren umgestellt. Mit dem Ausbruch des Ersten Weltkriegs 1914 wuchs schlagartig der Bedarf an Schießpulver, das aus Kalkstickstoff hergestellt werden konnte – über Ammoniak und Salpetersäure wurden Nitrate produziert, die für die Munitionsherstellung verwendet werden konnten. Die Kriegsrohstoffabteilung des Kaiserreichs wurde zum Großauftraggeber für den Standort, über ein Darlehen in Höhe von 15 Millionen Goldmark wurde eine neue und moderne Fabrik zur Herstellung von Carbid, Kalkstickstoff und Ammoniak aufgebaut, indem die alte Anlage erweitert und eine neue Anlage mit Kraftwerk und 6 neuen Öfen neu gebaut wurde. In dieser neuen Anlage konnten in 14 Kanalöfen 450 t Kalkstickstoff pro Tag bzw. 150.000 t pro Jahr hergestellt werden. In 40 Autoklaven wurden 1915/1916 55.000 t Ammoniakwasser erzeugt und die Stickstoffgewinnung wurde 1916 auf eine neue Anlage zur Luftverflüssigung nach dem Linde-Verfahren umgestellt.
In den Jahren 1916 bis 1918 erwarben die Farbwerke vorm. Meister Lucius & Brüning AG, die spätere Hoechst AG, die Aktienmehrheit an der Aktiengesellschaft für Stickstoffdünger und sicherte sich damit die Carbidversorgung für die Produktion von Acetylen, womit der Standort Knapsack Teil der Farbwerke wurde. Krauß blieb auch unter den neuen Besitzern der Werke Werksleiter und organisierte den weiteren Ausbau der Anlagen zur Produktion Essigsäure, Aceton und Aldehyden. In den 1920er Jahren erfolgten weitere Umstellungen der Carbidproduktion, zudem wurde seit 1922 Ferrosilicium hergestellt. Auch eine Reihe von sozialen Entwicklungen am Standort fallen in seine Amtszeit, darunter die Gründung der Werkfeuerwehr und die Gründung der Beamten- und Arbeiter-Unterstützungskasse, die Einführung einer Pensionskasse sowie die Vergabe von Jahresprämien an die Belegschaft.

## Würdigung

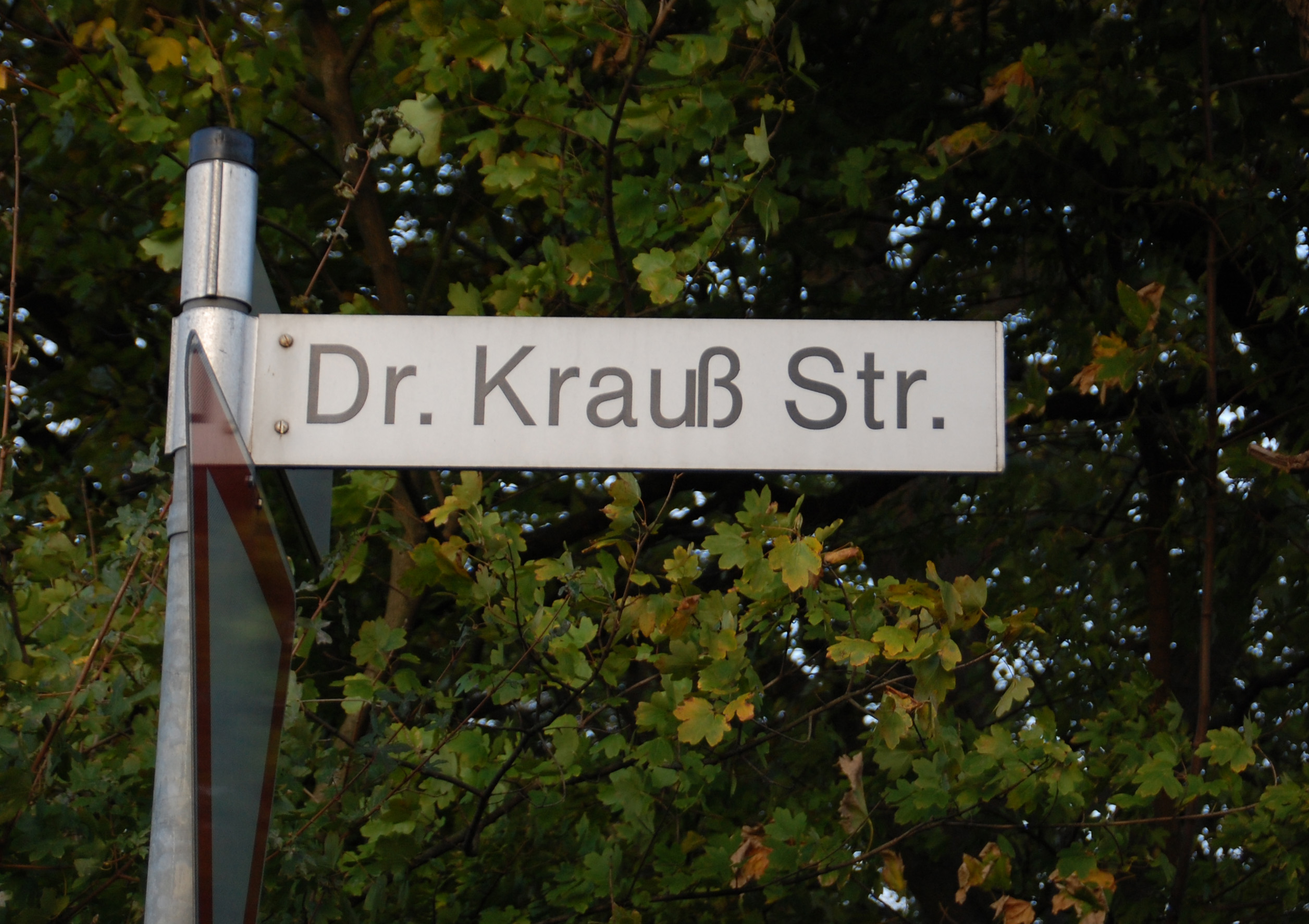
Dr. Krauß Straße

Nach Constantin Krauss wurde das von ihm optimierte Verfahren zur Carbidherstellung als Polzenius(z)-Krauss-Verfahren bezeichnet. In Hürth-Knapsack ist zudem eine Straße nach ihm als Dr. Krauß Straße benannt.